# Bacskay Zoltán
Bacskay Zoltán (Nyíregyháza, 1905. augusztus 21. – Budapest, 1984. december 24.) magyar matematikus, egyetemi tanár.

## Élete
Felsőfokú tanulmányait a budapesti tudományegyetem közgazdaság-tudományi karának gazdasági szaktanárképző intézetében folytatta, 1926–1930 között, majd a Pázmány Péter Tudományegyetemen matematika–fizika szakos tanári oklevelet szerzett, 1931-ben. Ezt a következő években kiegészítette az egyetem közgazdaság- tudományi karán gazdasági matematikából szerzett bölcsészdoktori oklevéllel (1934), illetve a hitelműveletek számtana tárgykörében magántanári képesítést is szerzett (1934).
1930–1936 között a József Nádor Műszaki és Gazdaságtudományi Egyetem Matematika Tanszékén volt gyakornok, majd tanársegéd; közben a budapesti Csanádi utcai felsőkereskedelmi iskolában is óraadó tanári állást vállalt, majd a Budapesti Kereskedelmi Akadémia fiúfelsőkereskedelmi iskolája óraadó tanára is lett. Később a kassai Állami Kereskedelmi Főiskolán a kereskedelmi és politikai számtan, ill. a biztosítási matematika tanára lett.
A második világháború után a budapesti Állami Kereskedelmi Főiskola rendes tanára (1945–1949), a József Nádor Műszaki és Gazdaságtudományi Egyetem magántanára (1946–1950), a Közgazdasági Főiskola rendes tanára (1950–1952), illetve a Számviteli Főiskola főiskolai tanára (1952–1953) lett. 1953-tól négy évig az MTA KFKI tervosztályvezetőjeként dolgozott.
1957-től a budapesti székhelyű Malomipari Technikum igazgatója (1957–1959), egyúttal a keszthelyi Mezőgazdasági Akadémia egyetemi docense (1957–1963) lett. 1963. augusztus 16-ától 1970-ig az Agrártudományi Főiskola egyetemi tanáraként dolgozott, majd három éven át a keszthelyi agrártudományi egyetem egyik tanszékvezetői állását vállalta el. Egyidejűleg – 1969–1979 – közt a gödöllői Agrártudományi Egyetemen félállásban, majd szerződéssel a gazdasági matematika és a számítástechnika vezető előadó tanára is volt.
Tudományos kutatóként agrárökonómiával, ezen belül is elsősorban az ágazati kapcsolatok mérlegével és a gazdasági matematika oktatásának kérdéseivel foglalkozott. Jelentős érdemeket szerzett az operációkutatási módszerek mezőgazdasági alkalmazhatóságának kidolgozásában és elterjesztésében is. Egyetemi és főiskolai jegyzetek, valamint középiskolai tankönyvek írójaként is jelentős tevékenységet fejtett ki.

## Főbb művei
- Adalékok az elhalasztott járadékértékek kamatlábfeladatához. Egyetemi doktori értekezés (Bp., 1933)
- Kamatos folyószámlák. (Kassa, 1941)
- Kölcsön-kötvények darabonkénti jövedelmezősége és a valódi jövedelmezőség elérése. (Kassa, 1943)
- Megosztott kamatlábú folyószámlák. (Kassa, 1943)
- Közelítő számítások. (Bp., 1955)
- Bevezetés a lineáris programozásba. Krekó Bélával. (Bp., 1957)
- Matematikai zsebkönyv közgazdászok számára. Krekó Bélával. (Bp., 1957)
- Matematikai alapismeretek. Krekó Bélával. (Bp., 1958)
- A monetáris devizaforgalmi kapcsolatok mérlegének matematikai modellje. Csizmadia Bélával. (Bp., 1966)
- Módszer a gyümölcstermés becslésére. Ferdinánd Dezsővel. (Keszthely, 1966)
- A forgóeszközök alakulása az állóeszközfejlesztéssel és a termelési érték növekedésével összefüggésben. Győry Árpáddal. (Bp., 1968)
- Ökonómiai elemzési módszerek a mezőgazdaságban (Bp., 1984)
- Pénzügyi számítások. (Bp., 1985)
- Kereskedelmi számtan. 1–4. (tankönyv, Kassa, 1943-1949)
- Kereskedelmi üzemtan és levelezés 1–2. (tankönyv, Kassa, 1943)
- Gazdaságmatematika és árvetés (főiskolai jegyzet, Bp., 1950)
- Gazdasági matematika (tankönyv, Bogdánffy Istvánnal és Krekó Bélával; Bp., 1951)
- Gazdasági számtan 1–2. (tankönyv, Hajdú Sándorral; Bp., 1952–1955)
- Matematika a közgazdasági technikumok számára 1–4. (tankönyv, Krekó Bélával; Bp., 1952)
- Mezőgazdasági számtan–mértan (mezőgazdasági szakiskolai tankönyv, Bp., 1952)
- Matematika gazdasági szakemberek számára. 1–3. (tankönyv, Bp., 1954)
- Matematika a mezőgazdasági technikumok számára. (tankönyv, Bp., 1958)
- Üzemgazdaságtan (élelmiszeripari technikumi tankönyv, Gerő Györggyel, Bp., 1959)
- Matematika. 1–2. (többekkel; a Kereskedelmi és Vendéglátóipari Főiskola tankönyve; Bp., 1974–1982)